# Brian Haner
Brian Elwin Haner, Sr. (* 7. April 1958), auch bekannt als Guitar Guy oder Papa Gates, ist ein US-amerikanischer Gitarrist, Songwriter und Sänger. Sein ältester Sohn, Brian Haner Jr, besser bekannt unter seinem Künstlernamen Synyster Gates, ist der Gitarrist der Metal-Band Avenged Sevenfold.

## Leben
Haner bekam seine erste Gitarre, als er nur 5 Jahre alt war, nachdem er die Beatles gesehen hatte. Er trat mit 10 Jahren in seine erste Band, "The Plastic Mind", ein.
Während seiner Highschool-Zeit spielte Haner in Nachtclubs. Später bewarb er sich für eine Tour mit Frank Zappa, schaffte es aber nicht durch das Vorsingen.
Nach einer mehrjährigen Tätigkeit mit Motown-Star Norman Whitfield unterschrieb Haner seinen ersten Plattenvertrag bei Polydor unter dem Namen „Brian West“ und produzierte sein erstes Album „Don't Stop Now“. Während der 1980er Jahre tourte Haner vor allem durch Europa. In den frühen 90er Jahren dehnte er seine kompositorische Arbeit bis hin zu Filmen aus. Im Jahr 2003 unterzeichnete er einen Vertrag mit Nashville Music Publisher und veröffentlichte die zwei CDs „My Old Guitar“ und „Carney Man“.
2010 nahm er Gitarrenspuren für Avenged Sevenfolds Song „So Far Away“ auf. Das Lied wurde von seinem Sohn Synyster Gates geschrieben und ist Jimmy Sullivan, dem verstorbenen Schlagzeuger der Band gewidmet.